# Cmentarz rzymskokatolicki w Marzeninie
Cmentarz rzymskokatolicki w Marzeninie – znajduje się na zachodnim krańcu wsi, w sąsiedztwie dawnego cmentarza ewangelickiego. Data powstania nekropolii pozostaje nieznana. W 1893 cmentarz został ogrodzony staraniem proboszcza Kacpra Kobylińskiego. Oprócz okazałej kaplicy rodziny Sulimierskich herbu Starykoń na cmentarzu zachowały się następujące zabytkowe nagrobki:
- Józefy Rybarkiewicz (zm. 1915) w formie secesyjnej rzeźby przedstawiającej Najświętszą Marię Pannę pod Krzyżem,
- rodziny Wierzchlejskich (data powstania nieznana),
- Józefy ze Skrzyńskich Gorzeńskiej (zm. 1896),
- Teresa z Kinelów Wisławskiej (zm. 1896),
- Wincentego Sas-Kobylańskiego (zm. 1903),
- Rocha Osińskiego (zm. 1914),
- Wiktora Maciejewskiego herbu Ciołek (zm. 1914),
- małżonków Piaszczyńskich herbu Ostoja[2].

Obiekt wpisany do gminnej ewidencji zabytków gminy Sędziejowice.